# Ethnomathématique
L'ethnomathématique est l'étude du rapport entre les mathématiques et la culture, de l'essor et de l'évolution des pratiques mathématiques dans des groupes sociaux, aussi bien dans les premières sociétés durant la protohistoire, que dans des groupes identifiables au sein des sociétés modernes (catégories professionnelles, collectivités locales, communautés religieuses etc.). La méthode d'étude s'apparente à l'ethnologie, mais l'objet d'étude s'en distingue.

## Objet d'étude
L'étude porte sur la symbolisation et signification des nombres, des quantités et des relations, le dénombrement, la représentation des figures géométriques, la mesure du temps et de l'espace et d'autres opérations cognitives ou physiques. La connaissance sur l'essor de ces concepts mathématiques passe par l'interprétation des productions culturelles symboliques (jeux, musique et danse, croyances et rituels, images et représentations), des productions culturelles matérielles (outils de chasse, de pêche, d'agriculture, ...), et de l'organisation sociale (liens, structuration, règles, système de parenté).
Une approche classique de l'histoire des mathématiques tend à s'intéresser au développement des connaissances scientifiques. Selon l'ethnomathématique, dans toute ethnie et au sein de tout groupe se manifestent des capacités mathématiques qui laissent une empreinte dans la production culturelle, sociale et institutionnelle. L'objectif de l'ethnomathématiques est de développer la connaissance et la compréhension des formes primitives des mathématiques.
Deux domaines d'étude se distinguent.

### Premières sociétés
Dans la lignée de l'anthropologie et de l'ethnologie, le premier concerne les sociétés de la Protohistoire, autrement dit des sociétés n'ayant pas acquis l'écriture. Par exemple, l'ethnomathématique interprète les bifaces comme la preuve que les hommes avaient une connaissance primitive sur les polyèdres et les symétries.

### Sociétés modernes
Le second domaine d'études concerne les sociétés modernes dans lesquelles des groupes sociaux sont distingués par leurs particularités. L'ethnomathématique étudie comment ces dernières influent sur la manifestation des compétences mathématiques d'un individu de ce groupe. La capacité à déformer de la pâte à modeler par un enfant est interprété comme la preuve qu'il serait capable d'identifier des objets dans l'espace à homéomorphisme près, sans évidemment connaitre le formalisme mathématique.

## Développement
En tant qu'étude séparée de l'anthropologie ou de l'histoire des mathématiques, l'ethnomathématique a été introduite dans les années 1970 par le professeur brésilien Ubiratàn D'Ambrosio. L'ethnomathématique est fortement représentée dans les universités américaines et africaines.